# ホワイトドワーフ
『ホワイトドワーフ』（White Dwarf）は、イギリスのゲーム製作会社ゲームズワークショップによって出版されている雑誌である。近年では、日本語版も出版されていた。発売当初は多種多様なファンタジーとサイエンス・フィクションのロールプレイングとボードゲームを扱っていたが、現在はゲームズワークショップが生産しているミニチュア・ウォーゲーム（主にウォーハンマー (ミニチュアゲーム)、ウォーハンマー40,000、ロード・オブ・ザ・リング・ストラテジー・バトル・ゲーム）の専門誌となっている。

## 歴史
その前身はスティーブ・ジャクソンとイアン・リビングストンが作成した『Owl and Weasel』（オウル・アンド・ウィーズル：フクロウとイタチの意）と呼ばれる会報であり、1975年2月から25号まで発行された後、『ホワイトドワーフ』へと発展した。
本来は1977年5月/6月に創刊が予定されていたが、1ヶ月遅れて創刊され、当初は隔月刊で推測4000部発行された。『ホワイトドワーフ』は『オウル・アンド・ウィーズル』で展開されたファンタジーとサイエンス・フィクションのロールプレイングとボードゲームを主題として引き継いだが、ページ数が増加したため論評、記事、以前より深みの増したシナリオの掲載を始めた。
イギリスにRPGを普及させるのに一役買ったため、この雑誌は1980年代には非常に影響力を持っていた。これには、当時のロールプレイングゲーム「御三家」である（アドバンスト）ダンジョンズ&ドラゴンズ、ルーンクエスト、トラベラーの製品も含まれていた。短期間ではあるが、ゲームズワークショップがイギリスにおける権利を有していたため、『ホワイトドワーフ』もまたこれらのアメリカ製RPGに関する資料を掲載し、イギリス製あるいは輸入物のファンタジー、SFゲームを主題とする、TSR自身がイギリスで出版した『イマジン』（Imagine）誌や、他の様々な諸雑誌とすぐに競い合うようになった。
それに加え、次の十年で自身の編集部や他のRPGプロジェクトで活躍するフィル・マスターズ、マーカス・L・ローランドのような人材を産み出した。既成のキャンペーンに特有の超長時間シナリオよりむしろ、単発のプレイで完了することができる短編シナリオが、雑誌の大きな人気企画のひとつであった。これはしばしば、既存あるいは新たなキャラクターで解決するための魅力的で興味深い単独のミッションという形式を持っていた。これは既存のキャンペーンシナリオに導入する事も、あるいは単発のプレイために独立した冒険として使う事もできるため、RPGのルールに慣れ親しんでいる人々に支持された。
この時期の雑誌は、多くの特集記事が掲載されており、例えば風刺連続マンガである野蛮人スルーズとデイヴ・ランフォードの「クリティカル・マス」の書評コラム、同じく滑稽な広告シリーズである「ザ・アンドロックス・ダイアリーズ」、そして常に広範囲から選ばれたその時々で最も人気の高いゲームのためのシナリオの一場面あるいはシナリオ全体、さらに概略と略式のアイデアが掲載されていた。
しかしながら、1980年代中期から後期にかけて、他社製品を含めたホビー分野全般を取り扱う総合誌から、ゲームズワークショップの自社製品と出版物にほぼ全面的に焦点を当てた専門誌への移行が行われた。ダンジョンズ&ドラゴンズに関する最後の記事が掲載されたのは93号であり、この方針転換は100号において比較的唐突かつ明白に現実のものとなった。この点に関して、雑誌はウォーハンマー：ファンタジーバトルをサポートしていた不定期刊行誌『シタデル・ジャーナル』の状況を引き継いだ。この雑誌の特徴としては、製品カタログ的であると同時に、GWのゲームに関する新ルールとアイデアの供給源として機能していた。しばしばシナリオ、キャンペーン、ホビーに関するニュース、最近発売されたミニチュアの写真、テレイン（地形）の構築、ミニチュアの組み立てと加工に関するアドバイスが掲載されている。
今日では、この雑誌はもっぱらミニチュア・ウォーゲームに集中しており、ゲームズワークショップの製造した模型、ミニチュア、関連する用具類を徹底的に記事にしており、長い間「ゲームズワークショップの月刊ゲームサプリメント&シタデルのミニチュア・カタログ」をキャッチフレーズとして掲げていた。
ホワイトドワーフのグロムブリンダルはドワーフ・アーミーの特別なキャラクターであり、そのルールは『ホワイトドワーフ』誌の特定の号でのみ発表された（最新版ルール用に改訂されている）。ホワイトドワーフが誰であるのかは決して述べられないが、ドワーフの最後の王にしてエルフから尊敬を受けているスノーリ・ホワイトベアードの魂であることが暗示されている。ホワイトドワーフの肖像は、この雑誌の多くの号の表紙を飾っており、また同様に内部イラストとしてもしばしば使用されている。この肖像はヒーロークエストでドワーフのキャラクター用キャラクターシートにも使用された。

## 現在のホワイトドワーフ
2004年12月時点で、ホワイトドワーフはイギリスと北アメリカにおいて300号目を出版した。特別な「付録」と、この雑誌の歴史、ゲームズワークショップの創立に関する記事が収録されていた。
この雑誌の内容は、3つの中核となるゲーム（ウォーハンマー:ファンタジーバトル、ウォーハンマー40,000、ロード・オブ・ザ・リングSBG）に割り当てられるが、ロード・オブ・ザ・リングSBGのページ数は通常、雑誌全体の1/4～1/5で、後の2つが残りのページ数のおよそ半分ずつを占める。
様々なホワイトドワーフ誌の中の論説で見られるように、月例戦闘報告は何年もの間、ホワイトドワーフ誌で恐らく最も人気の高い特集記事であった。戦闘報告は、通常はそれぞれ特定の勝利条件を持つ、2つかそれ以上の勢力間の戦いに関する詳細な説明であった。報告は競技者達と彼らのアーミー選択、戦術と配置、戦闘とそれぞれの結末を追跡した。その構成は近年いくつかの変更が行われた（単純化、一般化された2006年7月版の様式から、より詳細化、視覚化された2007年10月の様式まで及ぶ）。
2007年5月26日、ホワイトドワーフ誌に対して世界中のゲームズワークショップ・ストアで、発刊30周年の祝典が執り行われた。
2010年6月、アンドリュー・ケンリックはマーク・レイサムと入れ替わりに、ホワイトドワーフ誌の編集長となった。アンドリューはそれまで、ホワイトドワーフ誌の編集者、最新版のスペースマリーン・コデックスのようなゲームズワークショップの他の商品の編集をしていた。
2012年10月の394号より雑誌の版型とロゴデザインが変更される。
2014年2月1日、ホワイトドワーフ誌は週刊に移行した。月刊でのホワイトドワーフ誌最終号は、その年の1月に発行された409号だった。この週刊化と同時に新創刊されたウォーハンマー・ヴィジョンズ誌は同じ編集チームによって作成された新しい月刊誌であり、文章記事よりもペイント済みミニチュア画像をメインにした雑誌スタイルを取っていた。文章記事を少なくした副次効果として多言語対応もしており、日本語もサポートされていた。
しかしながら2016年9月よりホワイトドワーフ誌は元の月刊フォーマットに戻っている。週刊でのホワイトドワーフ誌最終号は、その年の7月30日に発行された週刊131号だった。新しい月刊ホワイトドワーフは月に3回少ない発行を補うために雑誌のボリュームが増え、それにともないウォーハンマー・ヴィジョンズ誌も通刊30号で休刊している。
2024年には500号が発売された。表紙はグロムブリンダルであり、記念ミニチュアも発売された。

### 日本語版
2017年7月号から日本語版での刊行も行われたが、2021年6月発売の464号で日本語版他の刊行が終了し、以後は英語版のみの刊行となっている。

## スピンオフ
GW合衆国スタジオは、しばらくの間オンライン・サプリメントとして無料の隔週ウェブ誌であるブラック・ゴッボを運営した。これには2つの連載コラム「ルールズ・オブ・エンゲージメント」と「アスク・ザ・シーナリー・ガイ」が掲載されており、ゲーマーの疑問解消を手助けするようになっていた。印刷版と同様に、ウェブ版もGWの製造したゲームとホビーを専門としていた。印刷版と全く同様にブラック・ゴッボも自身のキャラクターを持ち、記事、ルール、ミニチュア製作の助言がウェブ上で発表された。この名前は語呂合わせである。ゴッボは、ドワーフに憎まれているゴブリンを意味する。ドワーフも同様にゴブリンに憎まれている。ブラックも同様にホワイトの反対であり、それ故ブラック・ゴッボはホワイトドワーフのまさに正反対である（一方の存在は無料、電子的、短期、週毎、黒、ゴブリンであるのに対し、他方はなにがしか有料、印刷物、比較的長期、月毎、白、ドワーフである）。このウェブ誌はGWのウェブサイト改訂に伴い、2008年に中止された。
1980年代後期、ホワイトドワーフ誌の通信販売による定期購読者は、ティム・ポラードによって執筆、イラスト、作成された小さな手引き誌ブラック・サンも受け取っていた（時折、アンディ・チェンバースのような他のGWの作家による寄稿もあった）。これはシタデル通信販売部門の極めて非公式な「内幕」情報、ニュース、ゲームの論評、記事、対戦、短命の連載マンガが掲載されていた。当時のGW製品の最新版のための新ルールのいくつかが、「ブラック・サン」で初披露されたこともあった。
より以前に、スティーブ・ウィリアムズが編集した同タイトルの無料手引き誌が、1984年から同様の方法で配布されていた。

## ホワイトドワーフの編集長
- イアン・リビングストン：1号（1977年6月/7月）～74号（1986年2月）
- イアン・マーシュ：75号（1986年3月）～77号（1986年5月）
- ポール・コックバーン：78号（1986年6月）～83号（1986年11月）※78号の内容ページには「1986年4月」と誤植がある。
- マイク・ブラントン：84号（1986年12月）～93号（1987年9月）
- ショーン・マスターソン：94号（1987年10月）～107号（1988年11月）
- フィル・ギャラガー：109号（1989年1月）～116号（1989年8月）※108号には編集長クレジットが記載されていない為不明。
- サイモン・フォーレスト：117号（1989年9月）～139号（1991年7月）
- ロビン・デュース：140号（1991年8月）～189号（1995年9月）
- ジェイク・ソーントン：190号（1995年10月）～214号（1997年10月）
- ポール・ソーヤー：215号（1997年12月）～301号（2005年1月）
- アンディ・スチュワート：302号（2005年2月）～310号（2005年10月）
- ガイ・ヘイリー：311号（2005年11月）～330号（2007年9月）
- マーク・レイサム：331号（2007年7月）～365号（2010年5月）
- アンドリュー・ケンリック：366号（2010年7月）～393号 (2012年9月)
- ジェス・ビッカム：394号 (2012年10月) ～2013年7月9日現在

## 書誌情報
- ガイ・ヘイリー (12 2004). “The History of White Dwarf”. ホワイトドワーフ (ゲームズワークショップ) (300号):  6–11ページ.
- gonding@cs.odu.edu. “A Brief History of White Dwarf”. 2007年3月31日閲覧。